# Christl Kvam

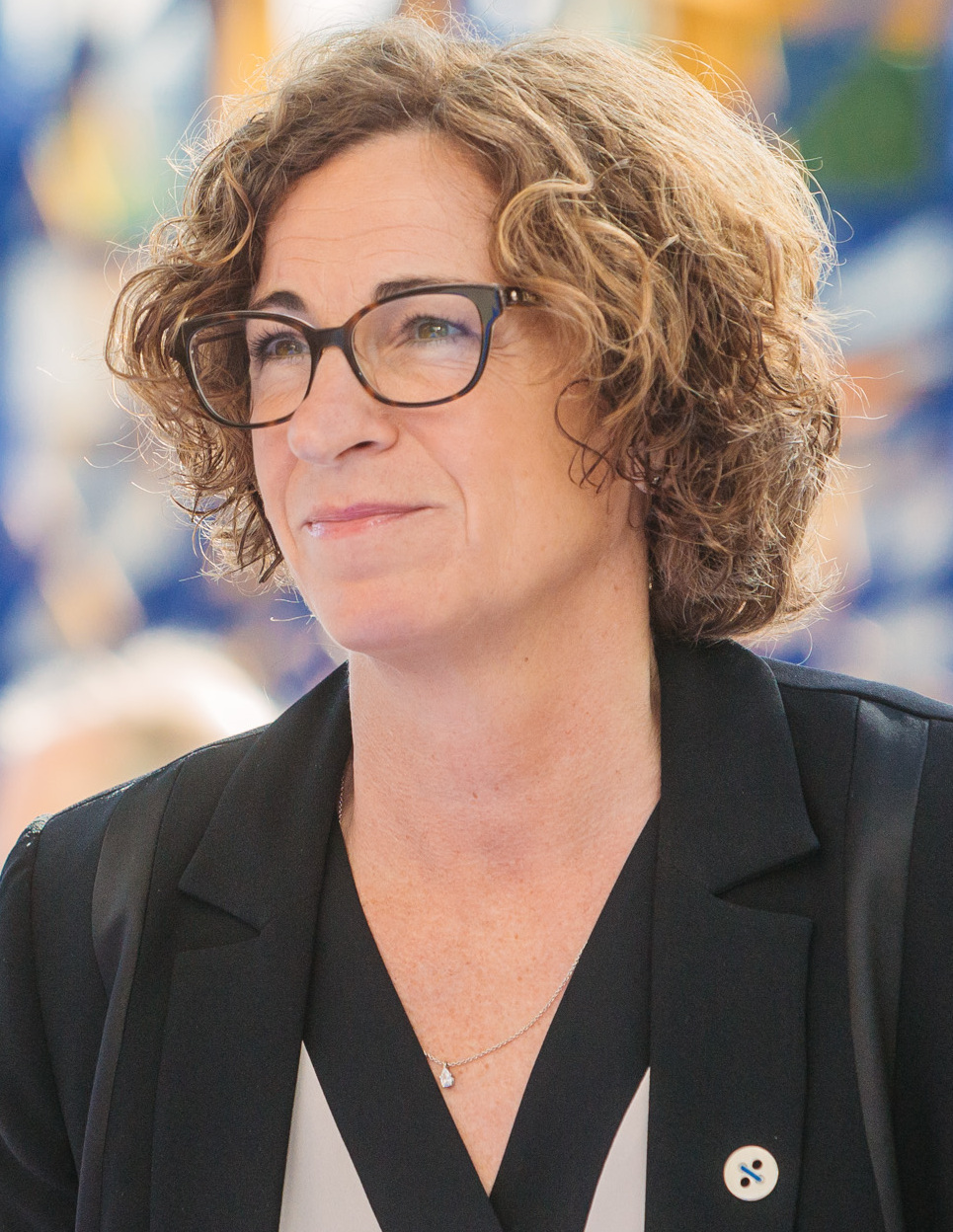
Christl Kvam, 2017

Christl Kvam (* 2. Juli 1962 in Øvre Årdal) ist eine norwegische Verbandsfunktionärin und Politikerin der konservativen Partei Høyre. Sie fungierte ab Februar 2015 als Fylkesmann von Oppland und von Januar 2016 bis August 2019 als Staatssekretärin.

## Leben
Kvam besuchte von 1983 bis 1986 die Krankenpflegerhochschule Ullevål in Oslo. Anschließend arbeitete sie bis 1987 als Krankenpflegerin in Kongsberg und danach bis 1991 in Teilzeit in Bergen. In Bergen besuchte sie zugleich die Norwegische Handelshochschule (NHH), an der sie ein wirtschaftswissenschaftliches Studium abschloss. Im Jahr 1992 begann Kvam in Lillehammer für die Fylkeskommune Oppland zu arbeiten. Es folgten Tätigkeiten in der freien Wirtschaft. Von 2002 bis 2008 stand sie dem Akademiker-Verband Akademikerne vor. Im Jahr 2008 wurde sie Regionaldirektorin des Arbeitgeberverbands Næringslivets Hovedorganisasjon (NHO). Als solche war sie für das Gebiet der damaligen Fylker Oppland und Hedmark zuständig.
Im November 2014 stellte das Kommunal- und Modernisierungsministerium Kvam als neuen Fylkesmann (heute Statsforvalter) des Fylkes Oppland vor. Ihre Ernennung erfolgte für einen Zeitraum von sechs Jahren. Das Amt trat sie im Februar 2015 an. Am 8. Januar 2016 wurde Kvam zur Staatssekretärin im Arbeits- und Sozialministerium ernannt. Sie war als solche unter Ministerin Anniken Hauglie in der Regierung Solberg tätig. Kvams Amtszeit endete am 5. August 2019. Während ihrer Zeit als Staatssekretärin war sie zunächst in der Position als Fylkesmann von Oppland beurlaubt. Im Zuge der landesweiten Regionalreform wurde das Fylke Oppland aufgelöst und ihr Posten entfiel. Kvam wurde nach dem Ende ihrer Zeit als Staatssekretärin Kommunaldirektorin in Hamar.